# Кахтана
Кахтана — потухший вулкан на западном склоне Срединного хребта, образует вместе с вулканом Воямпольский водораздельный участок в верховье рек Кахтаны и Воямполки (Жиловой) на полуострове Камчатка, Россия.
Форма вулкана представляет собой пологий щит с пологим конусом. В географическом плане вулканическое сооружение имеет вытянутую в северо-западном направлении форму с осями 10 × 4 км, площадь — 36 км², объём изверженного материала 4 км³. Абсолютная высота — 1217 м, относительная — около 350 м.
Вершина вулкана имеет более крутые склоны, и заканчивается двумя небольшими пологими кратерами. Деятельность вулкана относится к современному (голоценовому) периоду.
Вулкан входит в группу северного вулканического района, срединного вулканического пояса.